# بازاریابی مبتنی بر کاربر
بازاریابی مبتنی بر کاربر (به انگلیسی: Account-based marketing) بازاریابی مبتنی بر مشتری کلیدی، یک رویکرد استراتژیک است برای بازاریابی تجاری مبتنی بر آگاهی از مشتری که در آن سازمان با چشم‌اندازهای شخصی یا حسابهای مشتری ارتباط برقرار می‌کند. بازاریابی مبتنی بر حساب به‌طور معمول در سازمانهای فروش در سطح سازمانی به کار می‌رود.
بازاریابی مبتنی بر کاربر می‌تواند به شرکتها کمک کند برای:
- اهمیت افزایش ارتباط با مشتری
- درگیری سریعتر و با ارزشتر در معاملات
- هماهنگی فعالیت‌های بازاریابی با استراتژی‌های کاربر
- دریافت بهترین خروجی از بازاریابی
- متقاعد کردن مشتری با محتوای متفاوت و جذاب
- شناسایی مخاطبین و رقبا در شرکت‌ها و بازارهای مختلف

از آنجایی که بازاریابی تجاری توسط صنایع سازماندهی می‌شود، محصولات مبتنی بر کاربر تمامیت را بر روی کاربر متمرکز می‌کند. با رشد روزافزون محصولات در بازار مشتریان تفاوت خاصی بین تولیدکنندگان و رقبا نمی‌بینند و فقط قیمت تنها تمایز دهنده بین آنها می‌باشد.